# Корлецел (комуна)
Корлецел (рум. Corlățel) — комуна у повіті Мехедінць в Румунії. До складу комуни входять такі села (дані про населення за 2021 рік):
- Валя-Анілор (484 осіб)
- Корлецел (678 осіб)

Комуна розташована на відстані 251 км на захід від Бухареста, 34 км на південний схід від Дробета-Турну-Северина, 70 км на захід від Крайови.

## Населення
За даними перепису населення 2002 року у комуні проживали 1584 особи.
Національний склад населення комуни:
| Національність | Кількість осіб | Відсоток |
| -------------- | -------------- | -------- |
| румуни         | 1572           | 99,2%    |
| цигани         | 9              | 0,6%     |
| угорці         | 3              | 0,2%     |

Рідною мовою назвали:
| Мова      | Кількість осіб | Відсоток |
| --------- | -------------- | -------- |
| румунська | 1576           | 99,5%    |
| циганська | 8              | 0,5%     |

Склад населення комуни за віросповіданням:
| Релігія        | Кількість осіб | Відсоток |
| -------------- | -------------- | -------- |
| православні    | 1571           | 99,2%    |
| атеїсти        | 6              | 0,4%     |
| бретрени       | 4              | 0,3%     |
| реформати      | 2              | 0,1%     |
| греко-католики | 1              | 0,1%     |